# Knjiga Songa
Knjiga Songa, kitajsko Song šu, je zgodovinsko besedilo dinastije Lju Song iz južnih kitajskih dinastij. Knjiga zajema zgodovino od leta 420 do 479 in je ena od Štiriindvajsetih zgodovin, tradicionalne zbirke kitajskih zgodovinskih zapisov. Knjigo Songa je v letih 492–493 napisal Šen Jue iz dinastije Južni Či (479–502).
Delo je v času, ko je bilo napisano, vsebovalo 100 zvezkov, vendar so se nekateri zvezki kmalu izgubili. Poznejši uredniki so te zvezke rekonstruirali z gradivom iz Zgodovine južnih dinastij in nekaj drugih del, kot je Gao Junova Mala zgodovina Gaoja, čeprav tudi veliko zvezkov teh del ni bilo več v izvirnem stanju. 

## Zgodovina
Knjiga Songa je temeljila na zapisih, zbranih na začetku dinastije Lju Song. Tedanji cesarski dvor je za pisanje knjige leta 439 zadolžil He Čentjana, ki je ob biografijah zbral tudi razprave o astronomiji in glasbi. Kompilacijo sta kasneje nadaljevala Šan Čjandži (ustvarjal 440–456) in Šu Juan (394–475). Dvor Čija je dokončanje Knjige Songa leta 487  naročil Šen Jueju.

## Vsebina
Prvih deset zvitkov ali zvezkov so letopisi cesarjev Lju Songa. 30 zvezkov vsebuje razprave, 60 zvezkov pa je posvečenih biografijam. 